# Не знаю (альбом)
Не знаю — сольный альбом российского музыканта Василия К., вышедший в 2008 году.

## Список композиций
1. Насилие
2. Euharisto Gaia
3. В кафе
4. Счёт
5. Алмазный фронт
6. Маргарита
7. Дитя Печали
8. Как только приходит ночь
9. Пьяная лодка
10. Твоим сапогом
11. Однажды
12. This Woman Here Definitely Needs Much Help And I Can’t Fuckin' Give It
13. The Worksong
14. Жалобы (Euharisto Gaia II)
15. Догони

Автором песни «Маргарита» является Веня Д'ркин. Песня «Дитя печали» — перевод песни Ника Кейва «Sorrows Child». В основе песни «Алмазный фронт» лежит текст группы «Прощай, молодость». Текст песни «Жалобы (Euharisto Gaia II)» — перевод стихотворения неизвестного армянского поэта XIII века и писавшего под псевдонимом «Фрик».
Euharisto Gaia (греч. Ευχαριστω, Γαία, произносится Эвхаристо́, Га́йа) — в переводе с греческого языка «Спасибо, Земля».